# Masashi Nakayama
Masashi Nakayama, född 23 september 1967 i Shizuoka prefektur, Japan, är en japansk före detta fotbollsspelare.